# Perhaps
"Perhaps" é uma canção da banda americana de hard rock Guns N' Roses, lançada como single em 18 de agosto de 2023. Uma edição limitada de disco de vinil de 7 polegadas, com "The General" no "lado R", foi originalmente programada para ser lançada em 27 de outubro de 2023, mas o lançamento foi adiado para 8 de dezembro de 2023.  Assim como os dois singles anteriores da banda, "Absurd" e "Hard Skool", as origens desta música remontam ao processo de composição e gravação do álbum Chinese Democracy, no final dos anos 1990.

## Detalhes
"Perhaps" foi originalmente gravada durante as sessões de Chinese Democracy em 2000 e vazou na internet em 2019 com outras faixas da mesma época.
Durante a passagem de som em Tel Aviv, no dia 5 de junho de 2023, a música foi ensaiada pela primeira vez, sendo repetida antes da apresentação da banda em Glasgow, em 27 de junho de 2023. A faixa vazou em jukeboxes digitais em bares dos Estados Unidos antes de seu lançamento oficial. A música apresenta a bateria de Brain, ex-integrante da banda.
Em 18 de agosto de 2023, no PNC Park em Pittsburgh, Pensilvânia, "Perhaps" foi apresentada ao vivo pela primeira vez.
O videoclipe da música mostra imagens da banda ao vivo e nos bastidores durante a etapa europeia de sua turnê em 2023.
O "lado R" do single, "The General", foi anunciado como o lado B de "Perhaps", e o vinil inicialmente previsto para lançamento em 27 de outubro, mas como a banda não estava satisfeita com a qualidade, foi adiado para o dia 8 de dezembro.

## Recepção
A revista Rolling Stone classificou a faixa com um piano agradável e a descreveu como "uma música de rock de ritmo moderado, no estilo das mais suaves como "Yesterdays" de Use Your Illusion II ou do destaque "Catcher in the Rye" do Chinese Democracy." Em sua crítica positiva, a Billboard descreveu a música como "uma balada sinuosa e emotiva" que apresenta "um riff de piano", "o distintivo uivo de Rose" e "um dos clássicos solos de Slash."

## Lista de faixas
Vinil de 7 polegadas:
| N.º | Título    | Duração |  |
| 1.  | "Perhaps" |         |  |

| N.º | Título        | Duração |  |
| 2.  | "The General" |         |  |

## Créditos

### Guns N' Roses[14]
- Axl Rose – vocais, piano, produção
- Slash – guitarra
- Duff McKagan – baixo, backing vocals
- Dizzy Reed – teclados
- Richard Fortus – guitarra
- Brain – bateria

#### Créditos adicionais
- Caram Costanzo – teclados, produção, engenheiro
- Eric Caudieux, Sean Beavan – engenharia adicional
- Joe Barresi – mixador
- Bob Ludwig – engenheiro de masterização